# Dioumaténé
Dioumaténé is een gemeente (commune) in de regio Sikasso in Mali. De gemeente telt 7900 inwoners (2009).
De gemeente bestaat uit de volgende plaatsen:
- Dioumaténé
- Katon
- Nafégué
- Vata
- Zankoudougou